# Рыцарь
Ры́царь (через пол. rycerz ← нем. ritter, изначально «всадник, наездник» от средневерхненемецкого rîtære «ездить»: ср. с современным англ. to ride «ездить, кататься» → rider «наездник, ездок»; knight, лат. miles, caballarius, фр. chevalier, итал. cavaliere) — средневековый дворянский почётный титул в Европе.
Рыцарство как военное и землевладельческое сословие возникло у франков в связи с переходом в VIII веке от народного пешего войска к конному войску вассалов. Подвергшись воздействию церкви и поэзии, оно выработало нравственный и эстетический идеал воина, а в эпоху Крестовых походов, под влиянием возникших в этот период духовно-рыцарских орденов, замкнулось в наследственную аристократию. 

## Возникновение
Прообразом рыцарей в определённой степени является сословие эквитов (всадников) в Древнем Риме, но падение Римской империи  под напором кочевников с востока в ходе Великого переселения народов в IV—VII веках повлекло принципиальную смену способов ведения войны и организации общественных отношений в Европе. Тяжёлое вооружение сарматской конницы и длинный прямой меч из сварной стали гуннского типа являются очевидными прототипами вооружения средневековых рыцарей Европы. Так как именно кочевники (прежде всего сарматы и остготы) составили господствующий слой общества после распада союза под руководством гуннов, первоисточник отличий европейской рыцарской культуры Средневековья от культуры античности возможно усматривать в кочевой культуре пришельцев, но, ввиду их относительной малочисленности, потребовались века на распространение её влияния в ходе синтеза с местной основой.
У франков, в чьих войсках  ещё в VII веке преобладала пехота, конницу составляли дружинники короля (антрустионы). Рыцарство проявило себя во Франкском государстве в первую очередь во время нападения арабов, которые после завоевания Вестготского королевства в Испании вторглись и в Галлию. В Галлии свободным крестьянам было не под силу нести конную службу в отдалённых походах, и Каролингам для создания конницы пришлось опираться на сеньорат (господ).
Потребность во всадниках вызвала при Карле Мартелле и его сыновьях раздачу церковных земель на условиях прекария. Карл Мартелл раздавал церковные земли своим дружинникам (газиндам) и требовал от них конной службы. Затем на тех же условиях стали раздаваться и коронные земли, как бенефиции. С VIII века для состояния газиндов появляется имя вассов, вассалов. Свободный, но, по недостатку собственности, неспособный к несению конной службы человек мог, как вассал, получить бенефиции или, как поселенец — участок оброчной земли. Наделение оброчной землёй преследовало хозяйственные цели, раздача бенефиций — военные. В вассальные отношения становились отчасти свободные люди, отчасти несвободные. Свободный становился вассалом путём коммендации (manibus iunctis se tradit) и приносил своему сеньору присягу на верность (per sacramentum fidelitas promittitur).
В конце VIII века присяга на верность требуется и от несвободных (servi), которые получали бенефиции или должности (ministeria) или становились вассалами. Карл Великий ещё применял в своих войнах пехоту; Людовик I и Карл II собирали в поход только конницу.
В 865 году от владельца 12 гуф земли кроме вооружения требовалась кольчуга или чешуйчатый панцирь, то есть снаряжение тяжёлой конницы; лёгкая конница должна была являться с копьём, щитом, мечом и луком. Везде ниже панцирных рыцарей свободного состояния (milites) стояли легковооружённые всадники, несвободные по происхождению (vavassores, caballarii). Из оброчного населения можно было подняться в министериалы, получив должность при дворе сеньора, нести службу легковооружённого всадника, а затем, заслужив соответствующий бенефиций, перейти в тяжёлую конницу и стать рыцарем. Таким путём из среды несвободных выделился привилегированный класс дворовых слуг (vassi, servi ministeriales, pueri) при богатых феодалах. С развитием ленной системы министериалы получали лены и привлекались к рыцарской службе.
В Германии министериалы с XI века составляют особое сословие динстманнов (нем. Dienstmann), стоявшее выше горожан и свободного сельского населения, но ниже свободных рыцарей. Признаком их несвободного состояния являлась невозможность бросить службу по желанию. Преимущества сословия министериалов побуждали свободных, а с середины XII века — даже знатных граждан добровольно подчиняться сеньорам на правах министериалов. Это повышало положение класса в общественном мнении. Первое место среди министериалов принадлежало динстманнам короля и духовных князей (Reichsdienstmannen); далее шли министериалы светских князей. Прелаты, не равные князьям, и свободные феодалы-не князья держали если и не динстманнов, то всё-таки несвободных рыцарей, стоявших ниже министериалов. В южной и западной Германии такие milites (eigene Ritter) встречались даже на службе у тех же динстманнов. В Австрии и Штирии герцогским динстманнам удалось во второй половине XIII века сравняться с местной знатью (они стали Dienstherren); их место, как динстманны, заняли несвободные рыцари (Eigenmannen). В северной Германии, где князья раздавали лены преимущественно динстманнам, знать с половины XII века стала массами переходить в министериалы. Право появляться в графском суде и быть шеффенами с середины XIII века везде признано за динстманнами. В XIV веке совершенно забыто их несвободное происхождение, память о котором до XV века сохранилась для eigene Ritter. В XII веке рыцари свободные и рыцари-министериалы различались как ordo equestris maior et minor. Переход новых слоев несвободных классов или свободного, но не военного населения в рыцарство был задержан в середине XII века; с Гогенштауфенов немецкое рыцарство замыкается в наследственное сословие. Постановление Фридриха I от 1156 года (Constitutio de расе tenenda) запрещало крестьянам носить копье и меч; даже купец не смеет опоясываться мечом, а должен привязывать его к седлу. Эта конституция ввела и понятие о рыцарском происхождении (Ritterbürtigkeit); miles (всадник) имеет право на поединок, если может доказать своё рыцарское происхождение (quod antiquitus cum parentibus suis natione legitimus miles existat). По «Саксонскому зерцалу», у истинного рыцаря (von ridderes art) уже отец и дед должны были быть рыцарями. Другая конституция Фридриха I (Constitutio contra incendiarios, 1187—88 годы) запрещала сыновьям священников, диаконов и крестьян опоясываться мечом по-рыцарски.
Во Франции знатными людьми считались собственники знатных земель, то есть феодов (fief-terre); вторым признаком знатности сделалось допущение к посвящению в рыцари. Хотя простые люди и попадали иногда в рыцари, но преобладающим правилом было посвящение в рыцари владельца лена. Наделённые ленами министериалы, то есть люди несвободных состояний (sergent fieffé, serviens), приравнивались к вавассорам, то есть к низшей знати. Пока владение феодом было главным признаком знатности, горожане и даже крестьяне могли приобретать её простой покупкой ленов. В конце XIII века покупка феодов незнатными людьми была затруднена тяжёлым побором (droit de franc-fief), но в это время в знать можно было попадать и по пожалованию (lettre d’anoblissement) суверена; право пожалования в знати стало привилегией короля.
В Англии право посвящать в рыцари (knight) рано стало прерогативой короны. Генрих III и Эдуард I требовали обязательного посвящения в рыцари от любого ленника, владевшего ежегодным доходом с земли не ниже 20 фунтов. Факт владения цензом взял верх над происхождением лица.
Влияние церкви на военное сословие шло сначала через присягу на верность, затем через присягу земскому или Божьему миру, наконец — через обряд освящения оружия перед вручением его воину при достижении зрелости. «Верность» включает в себя исполнение христианского долга служить Богу, соблюдение государева мира по отношению к церквам, вдовам, сиротам, обязанность блюсти справедливость и т. п. Земский и Божий мир (treuga и pax), скрепляемый присягой, устанавливается государями и соборами. Pax охраняет от насилий все невоенное население — клириков, женщин, купцов, крестьян; treuga ограничивает распри между самими рыцарями.

## Ритуал посвящения
Уже во времена Тацита вручение оружия молодому германцу в присутствии народного собрания означало признание его совершеннолетним; оружие вручал кто-либо из вождей племени, или отец, или родственник юноши. Карл Великий в 791 г. торжественно опоясал мечом своего 13-летнего сына Людовика, а Людовик, в 838 г. — своего 15-летнего сына Карла. Этот германский обычай лёг в основание средневекового посвящения в рыцари, как в члены военного сословия, но был прикрыт римским термином; возведение в рыцари в средневековых латинских текстах обозначалось словами «надеть воинский пояс» (лат. cingulum militare).
Рыцарем в то время мог быть каждый. Сначала рыцарство давалось, по германской традиции, в 12, 15, 19 лет, но в XIII веке заметно стремление отодвинуть его к совершеннолетию, то есть к 21 году. Посвящение чаще всего совершалось в праздники Рождества, Пасхи, Вознесения, Пятидесятницы; отсюда вытек обычай «ночной стражи» накануне посвящения (veillée des armes). Каждый рыцарь мог посвящать в рыцари, но чаще всего это делали родственники посвящаемого; сеньоры, короли и императоры стремились утвердить это право исключительно за собой.
В XI—XII вв. к германскому обычаю вручения оружия прибавились сначала только обряд подвязывания золотых шпор, облачение кольчуги и каски, ванна перед облачением; colée, то есть удар ладонью по шее, вошёл в употребление позднее. К концу обряда рыцарь вспрыгивал, не касаясь стремени, на лошадь, скакал галопом и ударом копья поражал манекены (quintaine), утверждённые на столбах. Иногда сами рыцари обращались за освящением оружия к церкви; таким образом стало проникать в обряд христианское начало.
Под влиянием церкви германский военный обряд становится сначала религиозным, когда церковь только благословляла меч (bénir l’epée, в XII в.), а затем и прямо литургическим, когда церковь сама опоясывает рыцаря мечом (ceindre l’epée, в XIII в.). В древних епископских обрядниках различают Benedictio ensis et armorum (благословение оружия) от Benedictio novi militis (посвящение рыцаря). Древнейшие следы посвящения рыцаря церковью найдены в римской рукописи начала XI в., но затем до XIII в. нет следов Benedictio novi militis; можно думать, что этот обряд возник в Риме и распространился оттуда.
Удар при посвящении в рыцари впервые упоминается в начале XIII века у Ламберта Ардрского (Lambertus Ardensis), в истории графов де Гинь и д’Ардре. Алапа проникла и в церковный обряд Benedictio novi militis. По епископскому обряднику Гильома Дюран, епископ, после обедни, приступает к благословению меча, который обнаженным лежит на жертвеннике; затем епископ берет его и влагает в правую руку будущему рыцарю; наконец, вложив меч в ножны, опоясывает посвященного, со словами: «Accingere gladio tuo super femur etc.» (да будут препоясаны чресла твои мечом); братски целует нового рыцаря и даёт alapa, в виде лёгкого прикосновения рукой; старые рыцари привязывают новому шпоры; все оканчивается вручением знамени.
Рыцарский удар распространялся во Франции с севера. Современники видели в нём испытание смирения. Для несвободных всадников принятие в рыцари было равносильно освобождению, а потому, вероятно, именно при их посвящении и появляется впервые colée — удар, который надо в таком случае сопоставить с римской формой освобождения per vindictam, сохранявшейся до VIII в. (формула отпуска раба на волю в церкви составлена по формуле освобождения per vindictam; в англо-норманнском праве встречается освобождение в народном собрании графства, путём вручения оружия).
В Германии древний обряд при посвящении в рыцари знает только опоясывание мечом при совершеннолетии (Schwertleite); существование «удара» (Ritterschlag) до XIV веке не доказано. Граф Вильгельм Голландский не был ещё посвящён в рыцари, когда в 1247 г. его избрали римским королём.
У Иоганна Беки (около 1350 г.) сохранилось описание его посвящения в рыцари путём удара. Рыцарь должен быть «m. i. l. e. s.», то есть magnanimus («великодушный»), ingenuus («свободнорождённый»), largifluus («щедрый»), egregius («доблестный»), strenuus («воинственный»). Рыцарской присягой (votum professionis) требуется: ежедневно слушать обедню, подвергать жизнь опасности за католическую веру, охранять церкви и духовенство от грабителей, охранять вдов и сирот, избегать несправедливой среды и нечистого заработка, для спасения невинного идти на поединок, посещать турниры только ради воинских упражнений, почтительно служить императору в мирских делах, не отчуждать имперских ленов, жить безупречно перед Господом и людьми.
Распространение в Германии colée (удара) могло быть связано с французским влиянием при Карле IV. Рыцарский удар теперь получал тот, кто уже раньше владел оружием, тогда как в старые времена вручение оружия при совершеннолетии и посвящение в рыцари всегда совпадали. Простое вручение оружия осталось обязательным для каждого воина; торжественное освящение меча, золотые шпоры и «удар» стали признаком принятия воина в рыцарский орден. Молодой человек, получивший оружие, становится оруженосцем (scutarius, Knappe, Knecht, armiger, écyyer). Но так как рыцарство в социальном отношении замкнулось в высший слой военной знати, то из «оруженосцев» попадают в рыцари только сыновья рыцарей (chevalier, Ritter, knight); несвободные, повышаясь и получая тяжёлое рыцарское вооружение, не называются теперь рыцарями, а попадают в среду знати как низший её слой, под тем же именем «оруженосцев», которое сыновья рыцарей (Edelknecht, armiger nobilis) носят временно, перед посвящением в члены ордена. Рыцарство становится не столько учреждением, сколько — по примеру Франции — идеалом для всего военного сословия средних веков. Поэтому не в анналах, а в поэзии ярче всего запечатлелись образы рыцарей.

### Лишение рыцарского достоинства
Помимо церемонии посвящения в рыцари, существовала также и процедура лишения рыцарского достоинства, обычно (но не обязательно) завершавшаяся передачей бывшего рыцаря в руки палача. Церемония происходила на эшафоте, на котором был повешен обратной стороной щит рыцаря (обязательно с изображённым на нём личным гербом), и сопровождалась пением заупокойных молитв хором из дюжины священников. В ходе церемонии с рыцаря в полном облачении после каждого спетого псалма снимали какую-либо часть рыцарского облачения (снимали не только доспехи, но и, например, шпоры, являвшиеся атрибутом рыцарского достоинства). После полного разоблачения и ещё одного заупокойного псалма разбивали на три части личный герб рыцаря (вместе с щитом, на котором он изображён). После чего пели 109-й псалом царя Давида, состоящий из набора проклятий, под последние слова которого герольд (а иногда лично сам король) выливал на бывшего рыцаря холодную воду, символизируя очищение. Затем бывшего рыцаря спускали с эшафота при помощи виселицы, петля которой была пропущена под подмышками. Бывшего рыцаря под улюлюканье толпы вели в церковь, где по нему проводили настоящую заупокойную службу, по окончании которой его передавали в руки палача, если ему не было уготовано по приговору иное наказание, не требующее услуг палача (если же рыцарю относительно «повезло», то всё могло ограничиться лишением рыцарского достоинства). После исполнения приговора (например, казни), герольды во всеуслышание объявляли детей (или иных наследников) «подлыми (дословно вилланами, фр. vilain/англ. villain), лишёнными чинов, не имеющими права носить оружие и появляться и участвовать в играх и турнирах, при дворе и на королевских собраниях, под страхом быть раздетыми донага и высеченными розгами, подобно вилланам и рождённым от неблагородного отца».
Особенно страшным подобное наказание было для германских министреалисов, так как они, даже будучи рыцарями (с приставкой «фон»), формально считались «крепостными», и лишение рыцарского достоинства превращало их потомков в настоящих крепостных.

## Рыцарские доблести
Рыцарские доблести:
- мужество, отвага (фр. prouesse)
- верность, преданность (фр. loyauté)
- великодушие (фр. largesse)
- благоразумие (фр. le sens)
- учтивость, куртуазность, хорошие манеры в обществе (фр. courtoisie)
- честь (фр. honneur)
- вольность, свобода (полная личная независимость, не считая обязанностей перед сюзереном) (фр. franchise)

Рыцарские заповеди — быть верующим христианином, охранять церковь и Евангелие, защищать слабых, любить родину, быть мужественным в битве, повиноваться и быть верным сеньору, говорить правду и держать своё слово, соблюдать чистоту нравов, быть щедрым, бороться против зла, защищать добро и т. п.
Позднее романы «Круглого Стола», труверы и миннезингеры поэтизируют утончённое придворное рыцарство XII в. Среди всадников-министериалов и оруженосцев, заслуживающих рыцарские шпоры при дворах сюзеренов, мог возникнуть и культ дам; долг повиновения и уважения по отношению к жене сеньора, как существу более высокому, превратился в поклонение идеалу женщины и служение даме сердца, в основном замужней женщине, стоящей по общественному положению выше поклонника. Столетняя война между Францией и Англией в XIV в. внесла идею «национальной чести» в среду рыцарей обеих враждебных стран.
В разных странах существовали свои образцы для подражания, в средневековой Франции, к примеру, таковыми являлись герои Столетней войны Бертран Дюгеклен (1320-1380), Арно Гийом де Барбазан (1360-1431) и Жан ле Менгр Бусико (1366-1421), а также герой Итальянских войн Баярд (1473-1524), а в Германии — рыцарь-миннезингер XIII века Ульрих фон Лихтенштейн и участники Реформации и Крестьянской войны Гёц фон Берлихинген (1480-1562) и Флориан Гайер (1490-1525).

## Вооружение, тактика
В XI—XII веках тяжеловооружённые рыцари защищали себя одними только длинными кольчугами или чешуйчатыми панцирями, а легковооружённые всадники являлись на битву совершенно без металлических доспехов, защищенные только кожаными рубахами или стегаными гамбезонами (акетонами). По мере того как тяжеловооружённая конница запасается бригантинами, носимыми вместе с кольчугой, позже поножами и наручами, наколенниками, налокотниками и наплечниками — что стало обычным с середины XIV века, у легковооружённых всадников также появляются кольчуги.
Распространившиеся с середины XIV века пластинчатые рыцарские латы к концу XV столетия превращаются в сплошную защиту всего тела, которая, несмотря на значительный вес, вопреки распространенному заблуждению, не сильно ограничивала подвижность воина, позволяя ему передвигаться не только верхом, но и в пешем строю.
Голову рыцаря изначально защищал не имевший ещё развитого забрала конический «норманнский» шлем, в XI веке дополненный наносником, а затем и полумаской. В XIII веке его сменяет закрытый «горшковый» шлем топфхельм, в усовершенствованном виде (кюбельхельм) использовавшийся до конца XIV столетия. Во второй половине XIV века последний вытесняет цельнокованый бацинет, или хундсгугель, с вытянутым подвижным забралом, а в первой половине XV века распространяются более практичные барбюты, салады и арметы. В XVI столетии, когда сословие их постепенно приходит в упадок, конные рыцари сменяют последние на закрытые бургиньоты с подвижным забралом.
Применявшийся с XI столетия вытянутый каплевидный щит начиная с середины XII века сначала приобретает треугольную, со спрямленным верхом, форму, а в XIII веке облегчается и укорачивается, становясь классическим рыцарским щитом-экю, форму которого усваивает геральдика.
Наряду с прямым обоюдоострым мечом, сначала каролингского, затем, с конца XI века, романского, а с середины XIV века  готического типа, основным наступательным оружием рыцаря являлось длинное копье (ланс), сначала предназначавшееся для колющих ударов сверху вниз, а с XII столетия — для прямых «таранных» ударов, отрабатывавшихся на турнирах. Изобразительные источники XIII столетия, в частности, росписи Вестминстерского собора и миниатюры Библии Мациевского, свидетельствуют об использовании рыцарями, наряду с мечами, однолезвийных фальчионов. В качестве вспомогательного оружия применялись различные виды ударного оружия: боевые топоры, молоты, чеканы, перначи и кистени, или моргенштерны.  
Каждый тяжеловооружённый рыцарь брал с собой в битву трёх лошадей (обычно типа дестриэ) и одного, двух или трёх оруженосцев, которые обыкновенно набирались из зависимых людей или рыцарских сыновей, ещё не получивших посвящения в рыцари. Оруженосцы первоначально шли в битву пешими и во время схваток оставались сзади, с запасными лошадьми и оружием. Когда в XIV веке среди рыцарей укоренился обычай спешиваться во время битвы, оруженосцы стали набираться из лёгких всадников; счёт рыцарскому войску стал идти по «копьям», считая по три всадника на одно рыцарское копьё. На Рейне для той же рыцарской единицы появилось название «gleve» (glaive).
Обыкновенным построением для отряда рыцарей в Средние века был клин (cuneus). Такой «клин» мог состоять из нескольких сотен рыцарей, а иногда и из нескольких тысяч. Чаще всего всё рыцарское войско выстраивалось перед битвой в три боевые линии, одна за другой, а каждая боевая линия распадалась на «клинья» и имела центр и два крыла.
В рамках повседневного военного быта рыцарей, на основе традиционных военных упражнений, восходящих к римским временам, а также древнегерманских судов поединком, во второй половине XI века во Франции и Германии зародились рыцарские турниры и уже оттуда проникли в Англию и Италию (couflictus gallici).

## Замки
Памятниками средневекового рыцарства остаются замки XII—XIV вв. С одичанием рыцарства такие замки превращались, иногда, в разбойничьи гнезда, опорные пункты для систематического грабежа соседей и проезжающих. Рудольфу Габсбургскому принадлежит честь уничтожения в Германии большого числа разбойничьих гнезд таких рыцарей — грабителей, предавших своего сеньора. На территории России в городе Выборге сохранился замок западноевропейского типа.

## В геральдике
- Городской герб Мниховице, Чехия
- Герб Великого княжества Литовского
- Государственный герб Литвы
- Городской герб Речицы, Белоруссия